# Spazio di Fréchet
In matematica, uno spazio di Fréchet è uno spazio vettoriale topologico localmente convesso che è completo rispetto a una metrica invariante sotto traslazione. Tali spazi prendono il nome dal matematico Maurice Fréchet. Sono diversi gli esempi di spazi di funzioni che sono spazi di Fréchet, tra i più rilevanti gli spazi di Banach, che sono completi rispetto alla metrica indotta dalla norma.

## Definizione
Gli spazi di Fréchet possono essere definiti in due modi equivalenti: il primo utilizza una metrica invariante sotto traslazione, il secondo una famiglia numerabile di seminorme.
Uno spazio vettoriale topologico {\displaystyle X} è uno spazio di Fréchet se soddisfa le seguenti proprietà:
- è localmente convesso;
- la sua topologia può essere indotta da una metrica invariante rispetto a traslazioni, cioè una distanza {\displaystyle d:X\times X\to \mathbb {R} } tale per cui {\displaystyle d(x,y)=d(x+a,y+a)} per tutti gli {\displaystyle a,x,y\in X,} questo significa che {\displaystyle U\subset X} è aperto se e solo se per ogni {\displaystyle u\in U} esiste {\displaystyle \varepsilon >0} tale che {\displaystyle \{v:d(u,v)<\varepsilon \}\subset U;}
- è uno spazio metrico completo.

Si nota che non vi è una nozione naturale di distanza tra due punti di uno spazio di Fréchet: differenti metriche invarianti sotto traslazione possono infatti indurre la medesima topologia.
In modo equivalente, uno spazio vettoriale topologico {\displaystyle X} è uno spazio di Fréchet se soddisfa le seguenti proprietà:
- è uno spazio di Hausdorff;
- la sua topologia può essere indotta da una famiglia numerabile di seminorme {\displaystyle \|\cdot \|_{k}}, con {\displaystyle k} intero non negativo, questo significa che {\displaystyle U\subset X} è aperto se e solo se per ogni {\displaystyle u\in U} esistono {\displaystyle K\geq 0} e {\displaystyle \varepsilon >0} tali che {\displaystyle \{v:\|u-v\|_{k}<\varepsilon \ \forall k\leq K\}\subset U};
- è completo rispetto alla famiglia di seminorme.

Una successione {\displaystyle (x_{n})\in X} converge a {\displaystyle x} nello spazio di Fréchet definito da una famiglia di seminorme se e solo se converge a {\displaystyle x} rispetto a ognuna delle seminorme.

## Costruzione di spazi di Fréchet
La seminorma {\displaystyle \|\cdot \|} è una funzione definita da uno spazio vettoriale {\displaystyle X} a valori in {\displaystyle \mathbb {R} } e che soddisfa le tre seguenti proprietà per tutti i vettori {\displaystyle x} e {\displaystyle y} in {\displaystyle X} e per ogni scalare {\displaystyle c}:
{\displaystyle \|x\|\geq 0;}
{\displaystyle \|x+y\|\leq \|x\|+\|y\|;}
{\displaystyle \|c\cdot x\|=|c|\|x\|.}
Se {\displaystyle \|x\|=0} implica {\displaystyle x=0}, allora {\displaystyle \|\cdot \|} è di fatto una norma. 
Le seminorme consentono di costruire spazi di Fréchet partendo da uno spazio vettoriale {\displaystyle X}, sul quale si definisce una famiglia numerabile di seminorme {\displaystyle \|\cdot \|_{k}} con le seguenti proprietà:
- se {\displaystyle x\in X} e {\displaystyle \|x\|_{k}=0} per {\displaystyle k\geq 0}, allora {\displaystyle x=0;}
- se {\displaystyle (x_{n})} è una successione in {\displaystyle X} che è una successione di Cauchy rispetto ad ogni seminorma {\displaystyle \|\cdot \|_{k}}, allora esiste {\displaystyle x\in X} tale che {\displaystyle (x_{n})} converge a {\displaystyle x} rispetto ad ogni seminorma {\displaystyle \|\cdot \|_{k}.}

La topologia indotta dalla famiglia numerabile di seminorme rende {\displaystyle X} uno spazio di Fréchet: la prima proprietà assicura che sia uno spazio di Hausdorff mentre la seconda che sia completo.
La medesima topologia può essere generata utilizzando una metrica completa invariante sotto traslazione definita da:
{\displaystyle d(x,y)=\sum _{k=0}^{\infty }2^{-k}{\frac {\|x-y\|_{k}}{1+\|x-y\|_{k}}},}
per ogni {\displaystyle x,y\in X.} Si nota che la funzione {\displaystyle u\to u/(1+u)} mappa {\displaystyle [0,\infty )} in {\displaystyle [0,1)} in modo monotono, e dunque la precedente definizione assicura che la distanza {\displaystyle d(x,y)} è "piccola" se e solo se esiste {\displaystyle K} abbastanza "grande" da fare in modo che {\displaystyle \|x-y\|_{k}} sia "piccola" per {\displaystyle k=0,\dots ,K}.

## Differenziazione in spazi di Fréchet
Se {\displaystyle X} e {\displaystyle Y} sono spazi di Fréchet, allora lo spazio {\displaystyle L(X,Y)} degli operatori lineari continui da {\displaystyle X} in {\displaystyle Y} non è uno spazio Fréchet. Questa è la maggiore distinzione tra la teoria degli spazi di Banach e quella degli spazi di Fréchet, che necessitano di una differente definizione di differenziazione con continuità: la derivata di Gâteaux.
Siano {\displaystyle X} e {\displaystyle Y} spazi di Fréchet, {\displaystyle U} un aperto di {\displaystyle X}, {\displaystyle P:U\to Y} una funzione, {\displaystyle x\in U} e {\displaystyle h\in X}. Si dice che {\displaystyle P} è una funzione differenziabile in {\displaystyle x} nella direzione {\displaystyle h} se esiste il limite:
{\displaystyle D(P)(x)(h)=\lim _{t\to 0}\,{\frac {1}{t}}{\Big (}P(x+th)-P(x){\Big )}}
Si dice che {\displaystyle P} è differenziabile con continuità in {\displaystyle U} se {\displaystyle D(P):U\times X\to Y} è una funzione continua.

Se {\displaystyle P:U\to Y} è differenziabile con continuità allora l'equazione differenziale:
{\displaystyle x'(t)=P(x(t))\qquad x(0)=x_{0}\in U}
non ha necessariamente soluzioni, e se esistono possono non essere uniche. Questo è in forte contrasto con la situazione negli spazi di Banach.
Il teorema della funzione inversa non è valido in spazi di Fréchet: un suo parziale sostituto è il teorema di Nash-Moser.